# Добровольский, Андрей Михайлович
Андре́й Миха́йлович Доброво́льский (род. 12 апреля 1950) — советский и российский кинорежиссёр, сценарист, педагог.

## Биография
Родился 12 апреля 1950 года в Москве. Внук участника Великой Отечественной войны, партизана Я. И. Мельника.
В 1973 году окончил Московский авиационный институт (МАИ) по специальности «инженер-механик летательных аппаратов».
В 1973—1980 годах — научный сотрудник МАИ.
В 1985 году окончил режиссёрский факультет ВГИКа, мастерскую А. Алова и В. Hаумова.
С 1985 года — режиссёр-постановщик киностудии «Мосфильм».
Преподаёт на Высших курсах сценаристов и кинорежиссёров, в 2004—2015 годах руководил мастерской режиссуры игрового и неигрового фильма (с Герасимовым А. Н.), в 2005—2020 годах мастерской режиссуры игрового кино (с Квирикадзе И. М.).
С 1993 года преподаёт во ВГИКе на режиссёрском факультете, мастерская звукорежиссуры (читает лекции по курсу «Теория звукозрительного образа»).
В 2005—2009 годах читал лекции в национальной киношколе Эстонии в Таллинне.

## Фильмография
- 1982 — Общая ванна
- 1983 — Превращение
- 1985 — Наш комбат (диплом МКФ в Карловых-Варах)
- 1987 — Брод
- 1990 — Сфинкс
- 1992 — Присутствие (дипломы МКФ в Роттердаме, Гётеборге, Варшаве)
- 1997 — Кухня страстей
- 1998 — Пять вечеров с БДТ

## Награды
- Почётная грамота Президента Российской Федерации (19 мая 2021 года) — за заслуги в развитии отечественной культуры и искусства, многолетнюю плодотворную деятельность[4].